# Сейгерс, Рубин
Рубин Сейгерс (нидерл. Rubin Seigers; родился 11 января 1998 года, Бельгия) — бельгийский футболист, защитник клуба «Вестерло».

## Клубная карьера
Сейгерс — воспитанник клуба «Генк». 17 мая 2017 года в отборочном поединке за право играть в Лиге Европы против «Руселаре» Рубин дебютировал за основной состав. 12 августа 2018 года в матче против «Остенеде» он дебютировал в Жюпиле лиге.

## Международная карьера
В 2015 году Сейгерс в составе юношеской сборной Бельгии вышел в полуфинал юношеского чемпионата Европы в Болгарии. На турнире он сыграл в матчах против команд Германии, Чехии, Словении, Хорватии и Франции. В поединке французов Рубин забил гол.
В том же году Сейгерс помог юношеской сборной занять третье место на юношеском чемпионате мира в Чили. На турнире он сыграл в матчах против команд Южной Кореи, Коста-Рики, Мексики и дважды Мали.

## Достижения
Международные
 Бельгия (до 17)
- Юношеский чемпионат мира — 2015